# Muhteşem Yüzyıl Kösem
Muhteşem Yüzyıl Kösem (en español: El Siglo Magnífico, Kösem), conocida en algunos países como Kösem, la Sultana es una telenovela turca de 2015 producida por Tims Productions. El guion está basado en la vida de Kösem Sultan,  la sultana más poderosa del Imperio Otomano.
Es protagonizada durante la primera temporada por Anastasia Tsilimpiou en la etapa de joven adolescente y por Beren Saat en la etapa adulta. La segunda temporada llevó el lema «Murad IV, el conquistador de Bagdad» (Bağdat Fatihi IV. Murad en turco), y fue protagonizada por Nurgül Yeşilçay.

## Sinopsis
Primera temporada
El Şehzade Ahmed visita los aposentos de su abuela la Sultana Safiye y se encuentra con la pintura de la joven Anastasia, una adolescente de origen griego. Ahmed queda impactado por la belleza de la joven y su abuela se percata de ello, por tal motivo,encarga que la joven sea secuestrada, separándola para siempre de su familia, con la que vivía muy feliz. Mehmed, el padre de Ahmed muere repentinamente y el joven inexperto sube al trono otomano. La Sultana Safiye interna a Anastasia en el harén de su nieto y se la obsequia solo para obtener su favor y evitar ser exiliada del palacio. La vida en el harén para Anastasia al principio no es nada fácil, entre ella y Ahmed surge un amor puro e inocente, el cual despierta los celos e intrigas de las demás concubinas. Poco después, el nombre de Anastasia es cambiado a Mahpeyker por la Sultana Safiye, quien solo la usa como escudo contra la madre de Ahmed, la Valide Handan, la cual solo busca la manera de exiliar del palacio a su antecesora. Mahpeyker crece, y tras una rebelión en el palacio, ella se convierte en una concubina amada y respetada, pero odiada por la Sultana Safiye debido a una serie de sucesos que la convierten en su mayor enemiga. La fortaleza y el poder de Mahpeyker se hace evidente y por tanto decide cambiarse el nombre a Kösem, una joven concubina que en poco tiempo se convirtió en sultana, desplazó el poder de la Sultana Madre y tomó el poder total del harén, y próximamente del imperio. 
Segunda temporada
Kösem logra convertirse en Sultana Madre al deshacerse de sus enemigos y poner a su hijo Murad en el trono, quien debido a su corta edad, Kösem logra tomar el título de regente oficial del imperio, pero con el tiempo tal triunfo se convertirá en su mayor pesadilla. 
Murad cumple la mayoría de edad y toma el poder absoluto del imperio, desplaza a su madre quitándole el título de regente, desde ese momento comienzan los problemas entre madre e hijo. La princesa Farya Bethlen busca refugio en Imperio Otomano tras haber asesinado al sobrino del Papa. Murad sorprendido por la belleza y valentía de Farya la lleva a vivir al palacio, pero Kösem se niega a aceptarla. Debido una serie de sucesos, el amor entre Farya y Murad se hace cada vez más fuerte, pero los celos y las ambiciones de quienes los rodean impiden que su amor sea eterno. 
Después de un tiempo, Murad y Kösem convierten el amor madre-hijo en una terrible rivalidad, por un lado las ambiciones de poder de Kösem y por el otro la crueldad y el odio de Murad hacia su madre. A través del tiempo, una guerra entre madre e hijo se desata debido a las intrigas de los traidores, una guerra en la que la fortaleza de Kösem gana y marca el comienzo de una nueva era llena de más poder a través de su hijo menor Ibrahim y posteriormente su nieto Mehmed. 
No todo fue felicidad para Kösem, para convertirse en la mujer más poderosa de la historia del Imperio Otomano tuvo que pasar por una serie de intrigas y acontecimientos que la obligaron a sacrificar todo lo que amaba, en especial, su inocencia.

## Reparto

### Personajes principales de la 1° temporada
| Actor                           | Personaje               | Ep.        |
| ------------------------------- | ----------------------- | ---------- |
| Beren Saat Anastasia Tsilimpiou | Kösem Sultan /Anastasia | 14-30 1-13 |
| Ekin Koç                        | Sultán Ahmed I          | 1-30       |
| Mete Horozoğlu                  | Zülfikar Paşa           | 1-30       |
| Hülya Avşar                     | Sultana Safiye          | 1-30       |
| Berk Cankat                     | İskender / Alexander    | 1-44       |
| Aslıhan Gürbüz                  | Sultana Halime          | 1-30       |
| Kadir Doğulu                    | Mehmet Giray            | 1-26       |
| Tülin Özen                      | Sultana Handan          | 1-19       |
| Mehmet Kurtuluş                 | Derviş Mehmed Paşa      | 1-19       |
| Gülcan Arslan                   | Sultana Fahriye         | 1-14       |
| Erkan Kolçak Köstendil          | Şahin Giray             | 1-14       |
| Vildan Atasever                 | Sultana Hümaşah         | 17-30      |
| Öykü Karayel                    | Sultana Dilruba         | 21-30      |
| Melisa İlayda Özcanik           | Sultana Dilruba         | 1-20       |
| Cüneyt Uzunlar                  | Mustafá I               | 43-56      |
| Boran Kuzum                     | Mustafá I               | 20-30      |
| Alihan Türkdemir                | Mustafá I               | 1-20       |
| Taner Ölmez                     | Sultán Osman II         | 21-30      |
| Burak Dakak                     | Príncipe Mehmed         | 21-28      |
| Sude Zulal Güler                | Ayşe Sultan             | 21-30      |
| Balım Gaye Bayrak               | Fatma Sultan            | 21-30      |
| Mustafa Üstündağ                | Kara Davut Paşa         | 21-30      |
| Şahin Sekman                    | Lala Ömer Efendi        | 21-30      |

### Personajes secundarios de la 1° temporada
| Actor             | Personaje                  | Ep.   |
| ----------------- | -------------------------- | ----- |
| Nadir Sarıbacak   | Bülbül Ağa                 | 1-30  |
| Esra Dermancıoğlu | Cennet Hatun               | 1-30  |
| Eylem Yıldız      | Menekşe Hatun              | 1-26  |
| Tolga Tuncer      | Nasuh Ağa                  | 1-21  |
| Yaşar Karakulak   | Sunullah Efendi            | 1-18  |
| Meray Ülgen       | Kalenderoğlu Mehmed        | 1-18  |
| Emre Erçil        | Reyhan Ağa                 | 1-17  |
| Sasha Perera      | Gölge Hatun                | 1-13  |
| Cihan Ünal        | Kuyucu Murad Pasha         | 10-21 |
| Zeljko Erkıç      | Enzo Efendi                | 9     |
| Beste Kökdemir    | Ángela / Sultana Meleksima | 22-30 |
| Nurinisa Yildirim | Dudu Hatun                 | 1-8   |
| Patrycja Widlak   | Şayeste Hatun              | 1-6   |
| Ceyda Olguner     | Mahfiruz Hatun             | 1-5   |
| Dilara Aksüyek    | Rasha / Mahfiruze Sultan   | 5-15  |
| Ahmet Varlı       | Pinhan Ağa                 | 20-25 |
| Gizem Emre        | Yasemin Hatun              | 21-23 |
| Bahar Selvi       | Akile                      | 28-30 |
| Hakan Şahin       | Hacı Agha                  |       |
| Levent Yılmaz     | Shayj al-islam Mustafa     | 3     |

### Personajes principales de la 2° temporada
| Actor                 | Personaje                   | Ep.   |
| --------------------- | --------------------------- | ----- |
| Nurgül Yeşilçay       | Valide Kösem Sultan         | 31-60 |
| Farah Zeynep Abdullah | Princesa Farya Bethlen      | 31-52 |
| Metin Akdülger        | Murad IV                    | 31-57 |
| Çağan Efe Ak          | Murad IV                    | 21-30 |
| Yiğit Uçan            | Príncipe Bayaceto           | 31-51 |
| Pamir Berk            | Príncipe Bayaceto           | 21-30 |
| Tugay Mercan          | Ibrahim I                   | 57-60 |
| Rıdvan Aybars Düzey   | Ibrahim I                   | 31-57 |
| Arda Kılıç            | Ibrahim I                   |       |
| Doğaç Yıldız          | Príncipe Kasım              | 31-54 |
| Eymen Kaan Dipçin     | Príncipe Kasım              |       |
| Aslı Tandoğan         | Sultana Gevherhan           | 31-45 |
| Çağla Naz Kargı       | Sultana Gevherhan           | 21-30 |
| Leyla Feray           | Ayşe Haseki Sultan          | 31-46 |
| Ece Çeşmioğlu         | Sultana Atike               | 31-60 |
| Caner Cindoruk        | Silahtar Mustafa Pasha      | 31-52 |
| Engin Benli           | Sinan Pasha                 | 31-57 |
| İsmail Demirci        | Kemankeş Kara Mustafa Pasha | 31-60 |
| Sibel Taşçioğlu       | Sultana Gülbahar            | 34-52 |
| Ayça Kuru             | Sultana Gülbahar            |       |
| Hande Doğandemir      | Turhan Hatice Sultan        | 57-60 |
| Müge Boz              | Telli Hümaşah Sultan        | 57-60 |

### Personajes secundarios de la 2° temporada
| Actor             | Personaje                       | Ep.   |
| ----------------- | ------------------------------- | ----- |
| Hakan Şahin       | Hacı Agha                       | 1-60  |
| Şener Şavaş       | Halil Pasha                     | 21-56 |
| İdil Yener        | Lalezar Kalfa                   | 31-60 |
| Burcu Gül Kazbek  | Madame Marguerite - Melek Kalfa | 31-   |
| Çağrı Şensoy      | Hüseyin Agha                    | 33-60 |
| Şeyma Burcu Gül   | Meleki Hatun                    | 31 -  |
| Ahsen Eroğlu      | Meleki Hatun                    |       |
| Şemsi İnkaya      | Yahya Efendi                    | 31-   |
| Asil Büyüközçelik | Bayram Pasha                    | 31-55 |
| Serkan Keskin     | Şair Nef’i                      |       |
| Burak Çimen       | Ferhan Petek                    |       |
| Çağrı Müftüoğlu   | Narin                           |       |
| Elif Gizem Aykul  | Afitap                          |       |
| Gümeç Alpay Aslan | Şivekar                         | 57-   |
| Gizem Kala        | Zarife Hatun                    |       |
| Eser Karabil      | Yusuf Pasha                     | 49-57 |
| Sezgi Sena Akay   | Sanavber Hatun                  | 43-50 |
| Emin Gürsoy       | Abdülmecid Sivasi               | 43-47 |
| Kadir Çermik      | Kadızade Mehmed Efendi          | 42-47 |
| Güneş Sayın       | Kalika Hatun                    | 40-47 |
| İsmail Filiz      | Abaza Mehmet Pasha              | 35-49 |
| Alma Terzić       | Ester Hatun                     | 32-45 |
| Mustafa Kırantepe | Beynam Ağa                      | 31-48 |
| Metin Belgin      | Ahîzade Hüseyin Efendi          | 31-44 |
| Necip Memili      | Evliya Çelebi                   | 31-41 |
| Ushan Çakır       | Hezârfen Ahmed Çelebi           | 31-41 |
| Murat Atik        | Padre Cornelius                 | 31-38 |
| Cengiz Okuyucu    | Tabanıyassı Mehmed Pasha        | 31-37 |

## Temporadas
| Temporada | Temporada | Episodios | Rango de episodios | Emisión original        | Emisión original    |
| Temporada | Temporada | Episodios | Rango de episodios | Inicio                  | Final               |
| --------- | --------- | --------- | ------------------ | ----------------------- | ------------------- |
|           | 1         | 30        | 1 - 30             | 12 de noviembre de 2015 | 9 de junio de 2016  |
|           | 2         | 30        | 31 - 60            | 18 de noviembre de 2016 | 27 de junio de 2017 |

## Producción
Se estrenó en Turquía el 12 de noviembre de 2015 por el canal Star TV,[cita requerida] y su segunda temporada fue estrenada el 18 de noviembre de 2016 por la cadena Fox Turquía.[cita requerida]Anastasia Tsilimpiou, actriz debutante de nacionalidad griega, es quien interpreta a Anastasia en su juventud en Grecia y en el harén del palacio durante los primeros 6 episodios,[cita requerida] Posteriormente Beren Saat interpreta a Kösem en la etapa adulta desde el episodio 7 hasta el episodio 30 y en la segunda temporada el rol principal es asumido por Nurgül Yeşilçay.[cita requerida]

### Rodaje
Los primeros episodios fueron filmados en la isla de Quíos, Grecia.